# カモ井加工紙
カモ井加工紙株式会社（カモいかこうし）は、岡山県倉敷市片島町に本社を置く粘着テープ等の製造を行う企業である。

## 概要
当社はハエ取り紙「カモ井のハイトリ紙」の製造会社として創業。ハエ・虫取り・ねずみ取り製品等で業績を伸ばし、かつては日本全国の八百屋や鮮魚店といった食料品店の店頭にリボン型の「カモ井のリボンハイトリ」が垂下がっていた。現在は、殺虫製品に加え、包装用テープやマスキングテープ等の粘着テープを主力としており、近年ではおしゃれな図柄のマスキングテープ「mt」が大ヒットしたことで知られている。
なお、創業者の鴨井利郎は同市内に本社を置くカモ井食品工業を経営する鴨井家の養子であるが、現在、同社とは経営面で直接の関係は無い。

## 事業所
- 本社・工場：岡山県倉敷市片島町236
- 矢掛工場：岡山県小田郡矢掛町中
- 東京支店：東京都中央区日本橋室町
- 大阪営業所：大阪市淀川区西中島

## 沿革
- 1923年（大正12年） - 鴨井利郎が「カモ井のハイトリ紙製造所」を創業。平型の「カモ井のハイトリ紙」を発売。
- 1924年（大正13年） - 朝鮮、満州、台湾、東南アジア、アメリカ大陸等に輸出を始める。
- 1930年（昭和5年） - 倉敷市栄町（現：阿知1丁目）に本社社屋完成。吊下げリボン型の「カモ井のリボンハイトリ紙」を発売。
- 1942年（昭和17年） - 日本軍納品の指定を受け、上海、京城に「大東亜工業株式会社」を設立、軍用として納入。
- 1946年（昭和21年） - 「カモ井加工紙株式会社」と改称。
- 1961年（昭和36年） - 紙粘着テープの製造を開始。
- 1971年（昭和46年） - 本社・工場を片島工場に移転・統合。
- 1977年（昭和52年） - 笑福亭鶴瓶の出演したテレビコマーシャルがCM賞を受賞した。
- 1981年（昭和56年） - シーリング用マスキングテープを発売。
- 1988年（昭和63年） - タイ国に「タイカモカンパニー」を設立しリボンハイトリ紙の製造を移管。
- 1991年（平成3年） - 従業員持ち株制度発足。
- 2001年（平成13年） - “ゲゲゲの鬼太郎”のねずみ男をパッケージに「ねずみ男のネズミとり」発売。
- 2008年（平成20年） - 雑貨用マスキングテープ「mt」シリーズ発売。

## 関連会社
- THAI-KAMO CO.,LTD.